# Manuel Luís e Ribeiro

Armas do barão de Castelo.

Manuel Luís e Ribeiro (Pela grafia original, Manoel Luiz e Ribeiro), primeiro e único barão de Castelo (c. 1810 — Rio de Janeiro, 28 de outubro de 1890), foi um proprietário rural brasileiro.

## Títulos nobiliárquicos
Barão de Castelo
Título conferido por decreto imperial em 17 de dezembro de 1881.